# ناحیه کاباروله
ناحیه کاباروله (به لاتین: Kabarole District) یک منطقهٔ مسکونی در اوگاندا است که در استان غربی، اوگاندا واقع شده‌است. ناحیه کاباروله ۱٬۸۱۴ کیلومتر مربع مساحت و ۴۱۵٬۶۰۰ نفر جمعیت دارد.